# Newmans Airways
A Newmans Airways Limited, também conhecida como Newmans Air, era uma subsidiária aérea de propriedade total do Newmans Group, e atendeu o mercado doméstico da Nova Zelândia entre 1985 e 1987. Foi criada em concorrência direta com a Mount Cook Airline para servir rotas turísticas. Em 1986, a Ansett Australia adquiriu 50% das ações, aumentando para 100% em 1987, quando a companhia aérea foi rebatizada de Ansett New Zealand.

## História
Em 1983, o Newmans Group lançou uma oferta pública de aquisição de uma empresa turística concorrente, a Mount Cook Group, então ainda de propriedade independente. Suas razões para comprar a companhia aérea eram para obter mais receita com os passageiros estrangeiros, em vez de simplesmente alimentá-los com a operação aérea da Mount Cook. Eles também alegaram que a aeronave HS 748 da Mount Cook não estava mais de acordo com os padrões esperados pelos turistas estrangeiros, com a Newmans pretendendo reequipar sua companhia aérea com De Havilland Canada Dash 7 ou BAe 146s.
Após a tentativa fracassada, Newmans decidiu abrir sua própria companhia aérea concorrente, operando as mesmas rotas turísticas operadas pela Mount Cook Airline, mas excluindo Northland. A companhia aérea foi lançada em apenas 9 meses, com comemorações de lançamento no Aeroporto de Rotorua em 12 de fevereiro de 1985.

### Início das operações
Os serviços começaram em 13 de fevereiro de 1985, após uma celebração de lançamento em Rotorua no dia anterior. Havia três voos diários entre Christchurch e Queenstown, dois entre Christchurch e Rotorua e um único voo ao meio-dia de Rotorua para Auckland. Paradas em Glentanner foram adicionadas aos voos de Queenstown alguns meses depois.
A Newmans Air optou por iniciar as operações usando DHC-7, embora apenas Glentanner realmente precisasse de uma aeronave com capacidade de decolagem e pouso curtas (STOL). A Newmans Air planejou mover essas aeronaves para uma função de servir Wanaka, Te Anau e a Costa Oeste, uma vez que o tráfego tivesse aumentado o suficiente nos serviços de 'trunk' para permitir aeronaves DC9 ou BAe 146. Newmans também declarou intenções de incluir Nelson (onde o Newmans Group estava baseado) em sua rede usando um terceiro DHC-7 alugado, mas nenhum desses planos foi concretizado.

### Investimento da Ansett Australia
A Ansett Australia há muito tempo desejava entrar no mercado de aviação da Nova Zelândia e, de fato, entre 1960 e 1966, teve uma participação acionária na South Pacific Airlines. O relaxamento da regulamentação no setor de aviação em 1986 pelo quarto governo trabalhista permitiu que a Ansett assumisse a propriedade conjunta da Newmans Air com 50% das ações, junto com a empresa de investimentos neozelandesa Brierley Investments (27,5% das ações). As restantes ações foram detidas pelo Newmans Group.
A empresa resultante era conhecida como Bilmans Management Ltd, negociada como Ansett Newmans. Duas novas aeronaves Havilland Canada Dash 8-100 foram encomendadas (ZK-NEY e ZK-NEZ) com o objetivo de voar entre Auckland, Wellington e Christchurch, com a primeira aeronave chegando em dezembro de 1986. As aeronaves DHC-7 foram vendidas em 30 de janeiro de 1987, tendo sido substituídas. No entanto, em 1987, a Ansett comprou as ações restantes da empresa e, em meados de 1987, relançou a companhia aérea como Ansett New Zealand.

## Frota
A frota da Newmans Air consistia nas seguintes aeronaves:
| Aeronaves                        | Quantidade | Período de operação | Notas |
| -------------------------------- | ---------- | ------------------- | ----- |
| De Havilland Canada DHC-7 Dash 7 | 2          | 1985-1987           |       |
| Bombardier Q Series              | 2          | 1986-1987           |       |
| Total                            | 4          |                     |       |